# Panayhornfugl
Panayhornfugl (latin: Penelopides panini) er en næsehornsfugl, der lever på sydlige Filippinerne.